# Renatinho (Fußballspieler, 1987)
1. WEITERLEITUNG Renato Carlos Martins Júnior